# Grønlandsbanken
Grønlandsbanken (Eigenschreibweise: GrønlandsBANKEN) ist ein grönländisches Kreditinstitut mit Hauptsitz in der Hauptstadt Nuuk.

## Geschichte
Die Bank wurde am 26. Mai 1967 durch ein dänisches Bankenkonsortium gegründet und öffnete erstmals am 1. Juli 1967. 1966 hatte die dänische Bank Bikuben eine erste Bankfiliale in Grönland eröffnet. 1985 expandierte die Bank und eröffnete Filialen in Ilulissat, Sisimiut und Qaqortoq. 1989 wurde eine Filiale in Maniitsoq eröffnet. Später folgten Filialen in Aasiaat, Uummannaq und Tasiilaq. In den Orten, in denen die Bank keine Filiale hat, übernehmen KNI und Tusass den Bankbetrieb. In den ersten Jahren wurden alle Bankgeschäfte noch händisch ausgerechnet. Erst 1976 wurde eine Rechenmaschine angeschafft und 1981 wurde im Betrieb auf EDV umgestellt. 1989 wurde Grønlandsbanken das erste börsennotierte Unternehmen Grönlands, als es an der Börse Kopenhagen aufgenommen wurde. 1997 fusionierte Grønlandsbanken mit der Nuna Bank, die 1985 aus der grönländischen Abteilung von Bikuben entstanden war.